# مایک ریچاردز
مایک ریچاردز (انگلیسی: Mike Richards؛ زادهٔ ۱۱ فوریهٔ ۱۹۸۵) بازیکن هاکی روی یخ اهل کانادا است.
وی همچنین برندهٔ جوایزی همچون جام استنلی شده‌است.
از باشگاه‌هایی که در آن بازی کرده‌است می‌توان به فیلادلفیا فلایرز اشاره کرد.